# Paul Stiegele

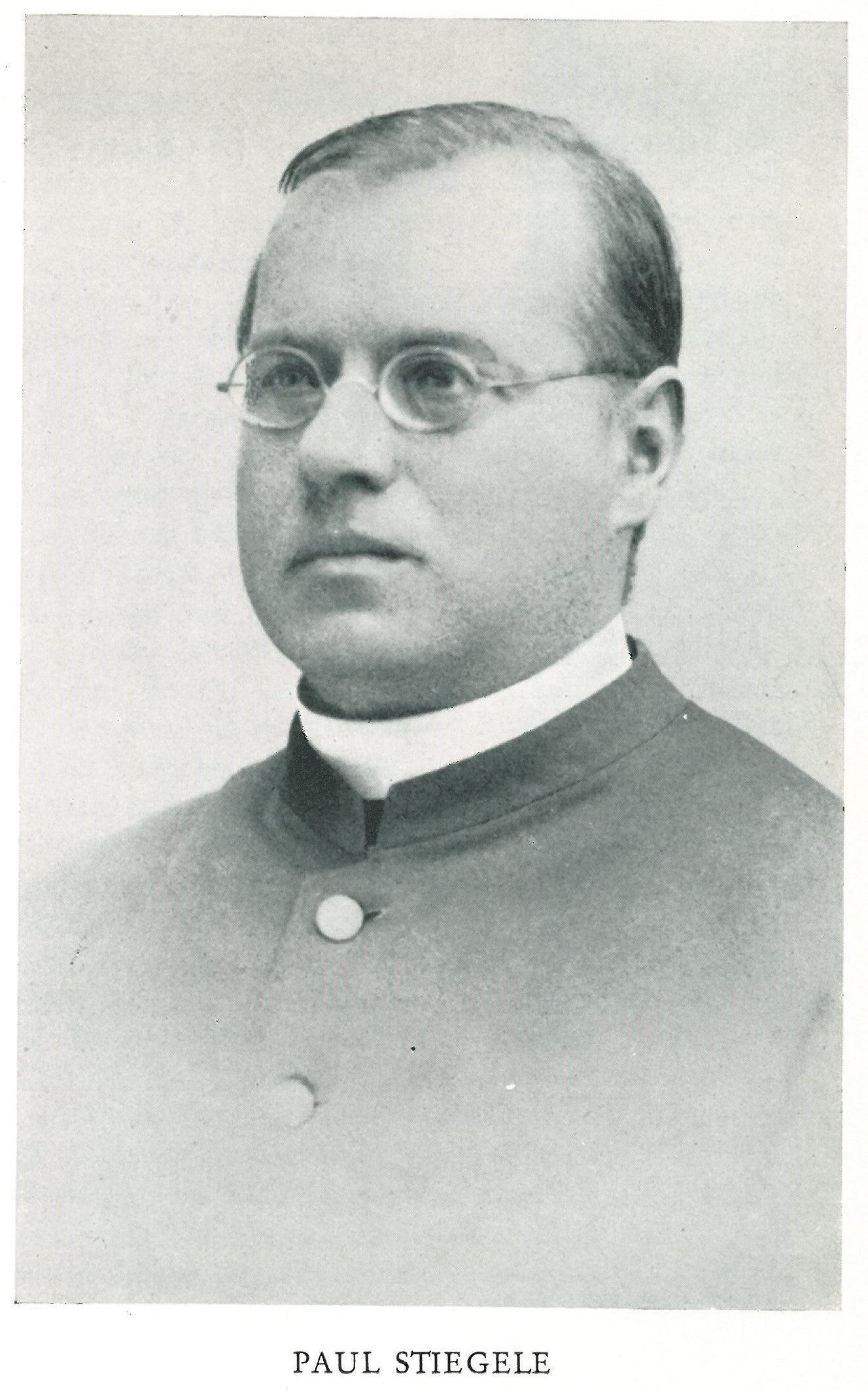
Paul Stiegele, 1847–1903

Paul Stiegele (* in Ravensburg am 2. Dezember 1847; † in Rottenburg am Neckar am 24. Februar 1903) war ein württembergischer Priester, Theologe, Regens des Rottenburger Priesterseminars, Domkapitular in Rottenburg, Vorstand des Sülchgauer Altertumsvereins, Landtagsabgeordneter und Mitglied der Deutschen Zentrumspartei.

## Herkunft und Ausbildung
Paul Stiegele wurde in Ravensburg am 2. Dezember 1847 als Sohn des Karl Johannes Stiegele, Oberamtsarzt in Ravensburg, und der Josephine Martin geboren. Er wurde römisch-katholisch getauft. Der Vater Johannes Stiegele wurde in Ingstetten am 27. Februar 1817 als Sohn des dortigen Sonnenwirts Andreas Stiegele geboren. Paul Stiegeles Mutter Genovefa Stiegele geb. Hartmann stammte aus dem Nachbarort Justingen (geb. 27. Oktober 1776). Ein Bruder des Vaters war der Opernsänger Johann Georg Stiegele; ein weiterer Bruder des Vaters, Friedrich Jakob Stiegele (1803–1855), war Oberamtsarzt in Bad Waldsee.

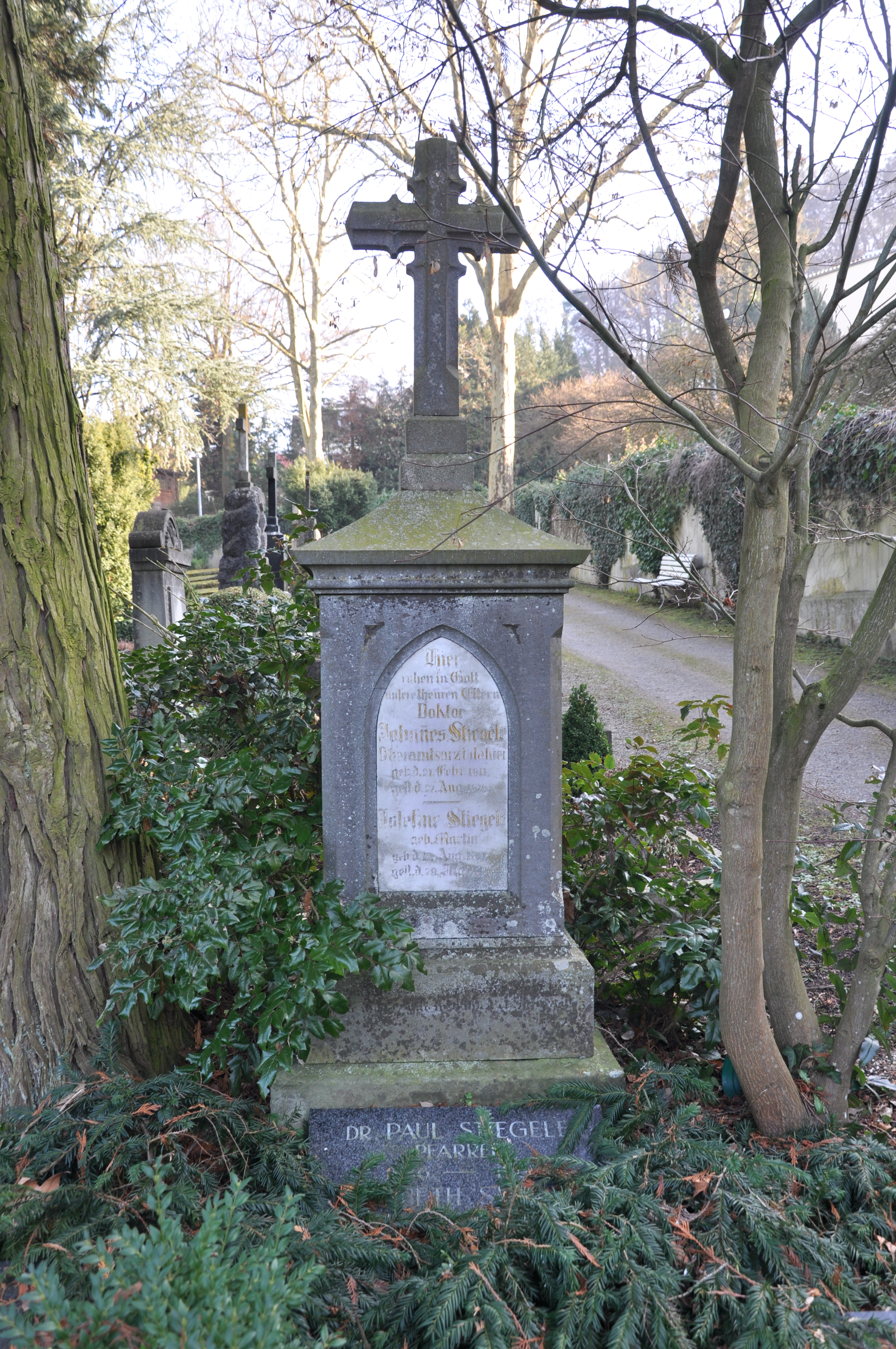
Grab der Familie Stiegele in Ravensburg

## Bildung
Stiegele besuchte die Volksschule und das Gymnasium (Lyzeum) in Ravensburg und das Gymnasium in Stuttgart, wo Verwandte von ihm wohnten. Er studierte in Tübingen seit 1865 katholische Theologie und war von 1865 bis 1869 Konviktuale des Wilhelmsstifts. Er war Mitglied der Theologengesellschaft Danubia Tübingen. 1868 erhielt er den Preis der katholisch-theologischen Fakultät und 1870 den ersten homiletischen Preis. 

## Beruf
Die theologische und kirchenpolitische Prägung Stiegeles war bestimmt vom Ultramontanismus. Schon in seinem Elternhaus in Ravensburg verkehrten führende Ultramontane wie die Rottenburger Regenten Joseph Mast und Valentin Beron. Stiegeles Bruder Rudolph (* 1866) und drei seiner Cousins mütterlicherseits traten im nahen Feldkirch in den im Reich seit 1872 verbotenen und als ultramontan verpönten Jesuitenorden ein. Der frühere Jesuitenschüler und spätere Rottenburger Domkapitular Joseph Eisenbarth wurde Stiegeles engster Freund.
Nach der Ordination am 10. August 1870 war er Vikar in Biberach, seit 22. November 1870 Repetent am Bischöflichen Konvikt Rottweil. Im Frühjahr 1875 machte er eine Reise nach Italien, wo er in Mailand auch seinen Onkel Johann Georg Stiegele besuchte. Nach seiner Rückkehr wurde er im August 1875 provisorisch und seit September 1876 definitiv Kaplan in Aulendorf. Ab 17. Oktober 1878 war er Pfarrer in Sulmingen. Am 26. September 1882 wurde er zum provisorischen und ab 5. Mai 1884 zum definitiven Regens des Priesterseminars Rottenburg ernannt. 1898 wurde Stiegele vom Domkapitel in Rottenburg in den Rat des Bischofs gewählt und war fortan Domkapitular.
Stiegele war Mitglied des Ausschusses zur Vorbereitung des Zweiten Katholikentags von Ulm am 8. und 9. Dezember 1901 und dort einer der Hauptredner.
Neben seinen geistlichen Aufgaben übernahm Stiegele weitere öffentliche Ämter: von 1899 bis 1903 war er Vorstand des Sülchgauer Altertumsvereins und als Vertreter des Vereins gleichzeitig ordentliches Mitglied der Württembergische Kommission für Landesgeschichte. Als Mitglied der Deutschen Zentrumspartei vertrat er vom 9. November 1898 bis zu seinem Tode das Bistum Rottenburg im württembergischen Landtag.
Stiegele verstarb in Rottenburg am Neckar am 24. Februar 1903 im Alter von 55 Jahren.

## Ehrungen
Einen Tag nach seinem Tod verlieh ihm König Wilhelm das Ehrenkreuz des Ordens der württembergischen Krone, womit der Personaladel („Paul von Stiegele“) verbunden war.

## Werke (Auswahl)
- Klosterbilder aus Italien. Stuttgart: Deutsches Volksblatt, 1881 (2. vermehrte Aufl. 1892, 3. vermehrte Aufl. 1893, 4. Aufl. 1925 mit vielen Abbildungen)

## Fotos
- Raberg 2001 S. 899; Hagen 1955 nach S. 222; Kümmel 1901; HSTA Stuttgart {J 300 Nr. 564}: Brustbild (auf Tafel mit Einzelporträts der württembergischen Landtagsabgeordneten im Jahr 1900)